# Vražedná čísla
Vražedná čísla (v anglickém originále Numbers, stylizováno jako NUMB3RS) je americký kriminální televizní seriál stanice CBS. Vzniklo celkem 118 dílů rozdělených do 6 řad. Seriál byl vysílán od 23. ledna 2005 do 12. března 2010. Hlavní postavou je profesor matematiky Charlie Eppes (David Krumholtz) a jeho bratr Don Eppes (Rob Morrow). Při natáčení vždy byl přítomný tým vědců, aby byla zajištěna faktická správnost.

## Postavy
- Rob Morrow (český dabing: Libor Hruška) jako Don Eppes, agent FBI, starší bratr Charlieho Eppese
- David Krumholtz (český dabing: Jan Maxián) jako Charlie Eppes, matematický génius a profesor matematiky, přednáší na CalSci. Je konzultantem FBI, NSA a losangeleské policie.
- Judd Hirsch jako Alan Eppes, jejich otec, bývalý urbanista Los Angeles
- Alimi Ballard jako David Sinclair, agent FBI.
- Sabrina Lloyd jako Terry Lakeová, forenzní psycholožka a agentka FBI (1. řada)
- Peter MacNicol jako profesor Larry Fleinhardt, teoretický fyzik, konzultant FBI
- Navi Rawat jako profesorka Amita Ramanujanová, randí s Charlie Eppesem. Nejdřív studovala na CalSci a poté začala přednášet matematickou statistiku.
- Diane Farr jako Megan Reevesová, behaviorální specialistka FBI (2.–4. řada)
- Dylan Bruno jako Colby Granger, agent FBI, válečný veterán (3.–6. řada, jako host ve 2. řadě)
- Aya Sumika jako Liz Warnerová, agentka FBI (5.–6. řada, jako host ve 3. a 4. řadě)
- Sophina Brown jako Nikki Betancourtová, agentka FBI, původně policistka (5.–6. řada)

## Vysílání
| Řada | Díly | Premiéra v USA | Premiéra v USA  | Premiéra v ČR     | Premiéra v ČR     |
| Řada | Díly | První díl      | Poslední díl    | První díl         | Poslední díl      |
| ---- | ---- | -------------- | --------------- | ----------------- | ----------------- |
| 1    | 13   | 23. ledna 2005 | 13. května 2005 | 26. května 2008   | 18. srpna 2008    |
| 2    | 24   | 23. září 2005  | 19. května 2006 | 18. května 2009   | 22. června 2009   |
| 3    | 24   | 22. září 2006  | 18. května 2007 | 23. června 2009   | 27. července 2009 |
| 4    | 18   | 28. září 2007  | 16. května 2008 | 28. července 2009 | 21. srpna 2009    |
| 5    | 23   | 3. října 2008  | 15. května 2009 | 25. května 2010   | 24. června 2010   |
| 6    | 16   | 25. září 2009  | 12. března 2010 | 14. dubna 2011    | 6. května 2011    |

V Česku byl seriál premiérově vysílán v letech 2008–2011 na TV Nova.